# Красная гербовая марка
«Красные гербовые марки» (кит. трад. 紅印花郵票; англ. «Red Revenues») — китайские фискальные марки династии Цин, на которых в 1897 году была сделана надпечатка нового тарифа для использования в качестве почтовых марок. Их ограниченное количество, прекрасный дизайн и глубокая печать сделали марки этой серии одними из самых востребованных в мире.
Имеется несколько разновидностей «Красных гербовых марок», из которых «Маленький один доллар» (англ. «Small One Dollar») — самая редкая и самая ценная. Её называют «самой редкой нормативно выпущенной маркой Китая». На аукционе в Гонконге в 2013 году одиночная марка была продана за 6,9 млн гонконгских долларов. Другая была продана на аукционе в Пекине в 2013 году за 7,22 млн юаней. Квартблок, считающийся «жемчужиной» китайской филателии, по сообщениям в прессе, был продан в 2009 году вместе с другой маркой за 120 млн юаней (18,8 млн долларов США).

## История

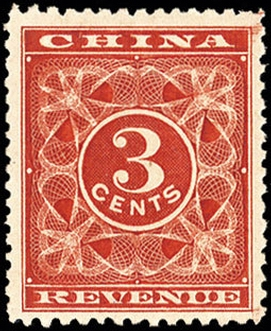
Красная гербовая марка номиналом 3 цента без надпечатки

В январе 1896 года цензор Чень Би, чиновник правительства Цин обратился к императору Гуансюю с просьбой выпустить фискальные марки. Пробные оттиски были представлены на утверждение сэру Роберту Харту, генеральному инспектору таможни. Из заказанных в Англии фискальных марок только часть марок номиналом 3 цента была напечатана и отправлена в Китай. Они хранились в Шанхайском таможенном управлении. «Красные гербовые марки» номиналом 3 цента были напечатаны компанией Waterlow & Sons в Лондоне. Красный цвет символизирует удачу и счастье в китайских традициях.
20 марта 1896 года правительство Цин одобрило план создания национальной почтовой службы под контролем Таможенного управления. При открытии почтовой службы в феврале 1897 года заказанные из Японии почтовые марки «Извивающийся дракон» не были доставлены вовремя, поэтому, чтобы удовлетворить спрос, на лежащих без дела красных фискальных марках номиналом 3 цента была сделана надпечатка. Известны надпечатки пяти номиналов: 1 ц, 2 ц, 4 ц, 1 доллар и 5 долларов.

## «Маленький один доллар»

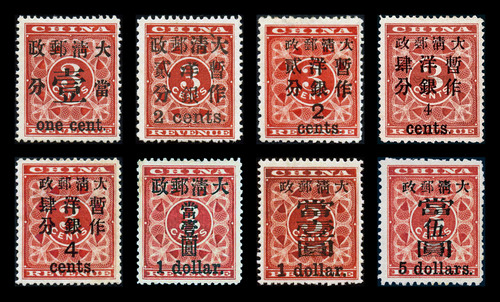
На «Красных гербовых марках» стоят восемь разных надпечаток (пяти номиналов)

Среди надпечаток номиналов первой была сделана надпечатка 1 доллара. Из-за жалоб на то, что размер китайских иероглифов надпечатки был слишком мал, были изготовлены только два листа (по 25 марок каждый), прежде чем они были заменены на иероглифы более крупного размера. Благодаря своей редкости марки «Маленький один доллар» стали одними из самых ценных марок в мире. Известно, что их существует только 32 экземпляра.
Жемчужиной среди 32 сохранившихся марок «Маленький один доллар» является квартблок, первоначально принадлежавший Р. А. де Виллару, который получил его непосредственно в таможне, где работал. М. Д. Чоу купил его у вдовы Виллара в 1927 году за 3500 канадских долларов. Он был продан Аллану Гоксону (郭植芳) в 1947 году за 20 тысяч долларов США, а гонконгский банкир и филателист Лам Маньин (林文琰) купил его из наследственной массы Гоксона в 1982 году за 280 тысяч долларов США. Шанхайский магнат в области недвижимости Дин Цзинсун (丁劲松), как сообщается, купил его у Лама в 2009 году вместе с почтовой маркой «Большой дракон» за 120 миллионов юаней (18,8 млн долларов США).